# Joe Budden
Joseph Anthony Budden, meglio noto come Joe Budden (New York City, 31 agosto 1980), è un rapper statunitense.

## Biografia
Nato ad Harlem, quartiere di Manhattan a New York City, si trasferì ad 11 anni a Jersey City, nel New Jersey.
Secondo di tre figli, suo padre era un musicista che suonava molti strumenti, crebbe ascoltando la musica di suo padre e quella sulla strada. Ascoltando Rakim, LL Cool J, i Run DMC, Kool G Rap e molti altri si appassionò alla cultura hip hop e di coltivare il talento della musica rap.

### Carriera Musicale

#### Inizi da solista
Esordì nel 2003 col suo primo album omonimo, Joe Budden, che includeva l'hit che ebbe molto successo nell'estate dell'anno stesso negli Stati Uniti, "Pump it up", che venne inclusa anche nella colonna sonora del film 2 Fast 2 Furious e nel videogioco Def Jam Fight for NY. Includeva inoltre "Drop Drop", canzone inclusa nel videogioco NBA Live 2003 prodotto dalla EA Sports e nel film Cradle 2 the Grave. Il secondo singolo dopo Pump it Up fu "Fire", in collaborazione con Busta Rhymes. Seguirono anni in cui Budden non pubblicò album da studio ma ben 3 mixtapes: nel 2004, nel 2005 e nel 2007.

#### Assieme al gruppo: Gli Slaughterhouse
Decise di formare un gruppo rap nel 2008 assieme ai celebri Crooked I, Royce Da 5'9", Joell Ortiz e Nino Bless, chiamato Slaughterhouse. I cinque rapper, provenienti da diverse città degli USA, pubblicarono nell'anno stesso l'album digitale Halfway House. L'anno seguente, dopo che Nino Bless abbandonò il gruppo, venne pubblicato l'album "Slaughterhouse", in collaborazione con l'etichetta E1 Entertainment. Tra le collaborazioni nell'album si annoverano The Alchemist, DJ Khalil, Mr. Porter, Streetrunner, più le comparse di Pharoahe Monch, K. Young e The New Royales.

## Discografia

### Album da solista
Album in studio
- 2003 - Joe Budden
- 2008 - Mood Muzik 3: The Album
- 2008 - Halfway House
- 2009 - Padded Room
- 2009 - Escape Route
- 2013 - No Love Lost
- 2015 - All Love Lost
- 2016 - Rage & The Machine

Raccolte
- 2007 - The Album Before the Album

### Con gli Slaughterhouse
- 2009 - Slaughterhouse
- 2012 - Welcome to: Our House